# Bovbjerg Fyr
Bovbjerg fyr er bygget i perioden 1876 – 1877 og blev tændt første gang 30. december 1877. Fyrets flammehøjde er 62 m, mens selve tårnet kun er 26 meter højt, da det står på en høj skrænt. Bovbjerg Fyr er et anduvningsfyr, dvs. et af de store fyr, der bruges ved sejlads på havet.
Fyrkarakteren er to hvide blink hvert 10. sekund. Lyskilden er skiftet flere gange, men fyret har stadig sin originale Fresnellinse fra 1877. Siden 1978 er det ligesom andre danske fyr blevet styret fra Fornæs Fyr, og det lyser stadig. I klart vejr kan lyset ses på 16 sømils (29,5 kilometer) afstand.
Der er 93 trin op til udsigtsbalkonen. Herfra ser man ud over Bovbjerg, som er et uspoleret istidslandskab, hvor fed grøn græsmark strækker sig helt ud til den 40 meter høje klint mod havet.
Fyret er bygget efter tegning af fyringeniør C.F. Grove og arkitekt N.S. Nebelong (død 1871, men leverede tegning til det tilsvarende Hirtshals Fyr i 1863).
Foran fyret er der anbragt en mindesten, som er rejst af den lokale byfoged i forbindelse med kong Frederik VI's besøg i 1826 og 1830. I området findes der desuden yderligere to mindesten; Nord for fyret står en mindesten for Venstrepolitikeren Christen Berg, som er rejst 1902, nord for Ferring By findes en mindesten for C.F. Grove, som initiativtager til kystsikring på den jyske vestkyst i 1875.
I 2006 blev Bovbjerg Fyr solgt af Farvandsvæsenet til Lemvig Kommune for 1 million kroner. Per 1. juni 2007 overdraget fra Lemvig Kommune til Fonden Bovbjerg Fyr for 1 krone. Bag driften af Bovbjerg Fyr og de tilhørende aktiviteter står dels en fondsbestyrelse og dels en støtteforening samt en lang række frivillige medarbejdere. Fyret drives nu som et populært udflugtsmål og mødested.